# Ali Kushayb
Ali Muhammad Ali Abd-Al-Rahman, meestal bekend als Ali Kushayb, is een Soedanese oorlogsmisdadiger. Hij was commandant van Janjaweed-milities, die tijdens het conflict in Darfur de Soedanese regering steunden in de strijd tegen rebellengroeperingen. Hij is in hechtenis van het Internationaal Strafhof (ICC/het Hof), dat hem en de Soedanese minister Ahmad Harun beschuldigt van oorlogsmisdaden en misdaden tegen de menselijkheid, en hen daarvoor wil berechten. Kushayb en zijn manschappen zouden volgens het Hof deze misdaden tijdens het conflict hebben gepleegd, in opdracht van Harun en de Soedanese overheid.

## Levensloop tot het conflict in Darfur
Ali Kushayb (soms gespeld als Koship) werd omstreeks 1957 in Soedan geboren. Hij spreekt Arabisch en heeft de Soedanese nationaliteit. Het Internationaal Strafhof vermoedt dat hij een gemengde tribale afkomst heeft. Zijn vader was lid van de Taisha (ook wel als Taicha gespeld), een veehoudende stam uit het zuidwesten van Darfur. Zijn moeder was lid van de Dangaoui-stam uit het zuiden van Soedan. Er is verder weinig bekend over Kushaybs jonge jaren. Het vroegste gegeven dat er over hem te vinden valt, is dat hij een tijd als soldaat in dienst was van het Soedanese leger. Hoe hij vervolgens macht verwierf en vanuit deze positie opklom tot tribale leider en commandant van duizenden Janjaweed-strijders, blijft volstrekt onduidelijk.

## Achtergronden

### Samenleving in Darfur

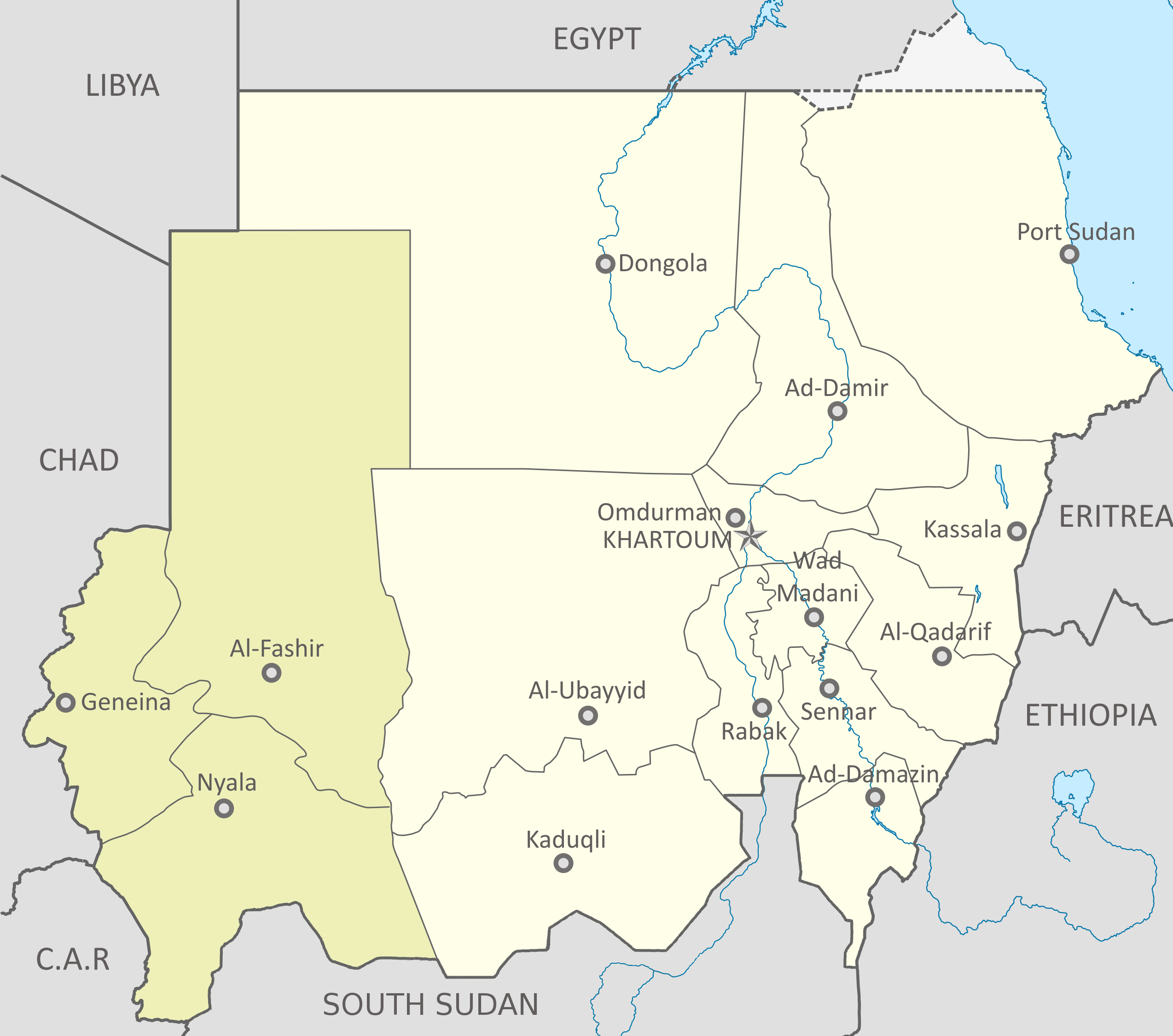
Darfur ligt in het westen van Soedan.

Darfur is een regio in het westen van Soedan. De naam is Arabisch en betekent "thuis[land] van de Fur", de grootste etnische groep in het gebied. De Fur zijn een sedentarisch, islamitisch volk dat voornamelijk aan landbouw en veeteelt doet. Samen met andere volken, zoals de Zaghawa en de Masalit, vormen zij een agrarische samenleving. De bevolking van Darfur wordt vaak onderverdeeld in twee hoofdgroepen: deze agrarische samenleving, en Arabisch sprekende nomadische herders, die tussen de boerengemeenschappen door van plaats naar plaats trekken, op zoek naar vruchtbaar land voor hun vee. De agrarische bevolking van Darfur wordt vaak gekenschetst als "zwart", en de nomadische herders als etnisch Arabisch. Het genetische onderscheid tussen de twee groepen is echter vaak flinterdun. De scheidslijnen tussen de twee groepen hebben meer te maken met de verschillen tussen hoe de twee in hun levensonderhoud voorzien, dan dat ze door raciale afkomst worden bepaald. Zo hebben sommige van deze "Arabische" nomaden, waaronder Ali Kushayb, een zwart uiterlijk.
Oorspronkelijk leefden de boerengemeenschappen en de nomadische herders redelijk vreedzaam naast elkaar. Door de hoge bevolkingsgroei en aanhoudende droogte, mogelijk veroorzaakt door klimaatverandering als gevolg van menselijke activiteiten, begonnen natuurlijke hulpbronnen in het gebied vanaf de jaren 80 van de twintigste eeuw echter langzamerhand schaars te worden. Vruchtbaar land begon op te raken, en de regio kon niet langer zowel boeren als herders ondersteunen. Steeds minder boeren stonden het toe dat de herders hun kuddes op of in de buurt van hun land lieten grazen. Boeren bouwden omheiningen om hun akkers, en soms zelf rond braakliggende velden, omdat zij vreesden dat het land verpest zou worden door de kuddes van de rondtrekkende herders. Een aantal herders vertrok, of schakelde over op landbouw, maar de meeste probeerden krampachtig vast te houden aan hun traditionele, nomadische levensstijl. Het fragiele maatschappelijke evenwicht van weleer was mogelijk voorgoed verstoord. De spanningen tussen de twee groepen leidden uiteindelijk tot hevige gewapende conflicten. De Arabische nomaden vormden ruitermilities, die door de lokale bevolking Janjaweed ("bandiet te paard") genoemd worden. Deze milities vielen de niet-Arabische boeren aan.

### Etnische conflicten
De centrale overheid van Soedan is in handen van de Arabieren. Deze overheid steunt een racistische ideologie, waarbij gesteld wordt dat de Arabische bevolking van Soedan superieur is aan de zwarte bevolking. De Arabische bevolking van Soedan wordt door de Soedanese overheid bevooroordeeld. Hierdoor genieten zij culturele, economische, en politieke voordelen. Om deze situatie in stand te houden, is de overheid van Soedan al sinds de onafhankelijkheid van 1956 verwikkeld in gewelddadige conflicten met de zwarte bevolking. Deze conflicten vonden in eerste instantie plaats in het gebied dat nu de onafhankelijke staat Zuid-Soedan is, waar tussen 1955 en 1972 de Eerste Soedanese Burgeroorlog werd uitgevochten tussen de Islamitisch-Arabische regering en de christelijk-zwarte lokale bevolking. Na een wapenstilstand van elf jaar laaide het conflict vanaf 1983 weer in alle hevigheid op: de Tweede Soedanese Burgeroorlog was begonnen. Vanaf dat moment begon de Soedanese regering ook Arabisch-nomadische milities in Darfur te bewapenen, deels om te voorkomen dat de christelijke rebellen uit het zuiden het islamitische Darfur zouden veroveren.
Eind jaren 80 van de twintigste eeuw begon de situatie in Darfur uit de hand te lopen. Honderden boerendorpen werden platgebrand door de Arabisch-nomadische milities, en duizenden boeren (voornamelijk Fur) werden vermoord. In 1989 werd er een vredesverdrag gesloten, maar dit hield niet lang stand: in de jaren 90 vonden er weer gevechtshandelingen plaats.

### Conflict in Darfur (2003–heden)

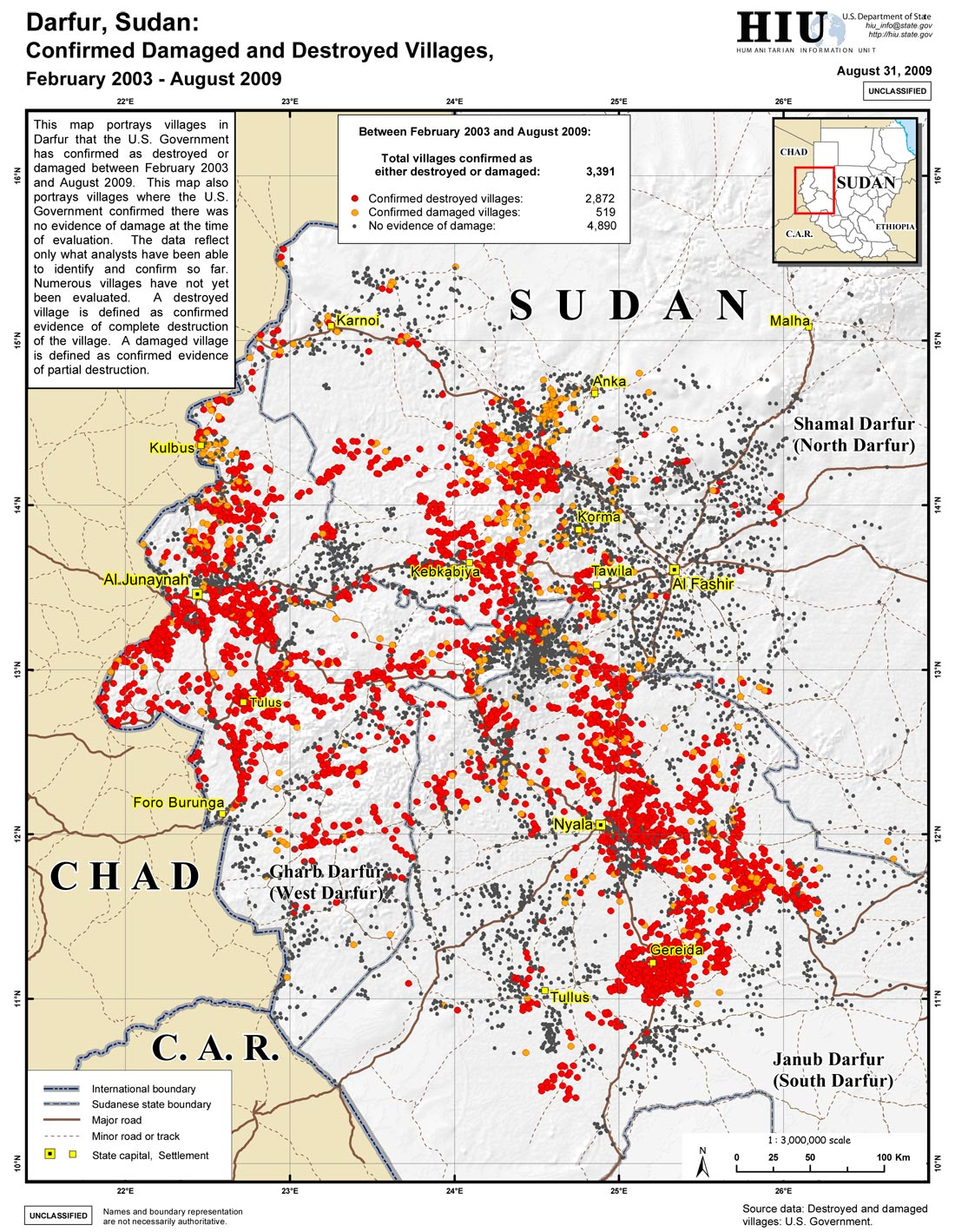
Deze kaart toont dorpen in Darfur waarvan de Amerikaanse overheid heeft bevestigd dat ze vernietigd of beschadigd zijn tijdens het conflict in Darfur.

Vanaf februari 2003 (volgens het Internationaal Strafhof al vanaf augustus 2002) vond er opnieuw een langdurig gewapend conflict plaats in Darfur, waarbij de Soedanese overheid streed tegen een aantal verschillende rebellenbewegingen. Dit conflict werd al snel omschreven als de grootste humanitaire crisis van dat moment. Er vielen 200.000 tot 300.000 doden, en ten minste 2,7 miljoen mensen moesten vluchten voor het geweld.
Tot de rebellen behoren twee groeperingen die door het Internationaal Strafhof in het Engels als volgt genoemd werden: de Sudanese Liberation Movement/Army (SLM/A) en de Justice and Equality Movement (JEM). De SLM/A en de JEM bestonden uit leden van de plaatselijke zwarte boerenbevolking. Deze twee rebellengroeperingen werden opgericht als reactie op de aanhoudende onderdrukking van de niet-Arabische bevolking van Darfur door de Soedanese overheid en de Arabisch-nomadische milities. De Soedanese overheid zette een aantal gewapende groeperingen in tegen deze rebellen: het Soedanese leger, een paramilitaire groepering genaamd de Popular Defense Forces (PDF), en de losjes georganiseerde Arabisch-nomadische milities genaamd de Janjaweed. De Janjaweed werden gemobiliseerd, bewapend en gefinancierd door de Soedanese overheid, en waren het belangrijkste middel van de overheid bij het neerslaan van de opstand. Ali Kushayb was een van de belangrijkste commandanten van deze militie.
De Janjaweed gingen zich vanaf 2003 steeds agressiever gedragen, en vielen ook de lokale bevolking aan. Ze plunderden en vernietigden de dorpjes en stadjes van de zwarte boeren. Dit was onderdeel van etnische zuiveringen gericht op de zwarte bevolking van Darfur. Vrouwen werden verkracht, en de mannen gemarteld en gedood. Naar aanleiding hiervan werd het conflict vanaf 2004 door verschillende buitenlandse overheden en NGO's omschreven als een genocide. Op 22 juni 2004 stemde het Congres van de Verenigde Staten unaniem voor een motie waarin de gebeurtenissen in Darfur een genocide genoemd werden.

## Misdaden in Darfur

### Aanvallen onder leiding van Kushayb
Ali Kushayb voerde tijdens het conflict in Darfur met zijn Janjaweed-strijders vele aanvallen uit op dorpen in Darfur. Het Internationaal Strafhof focust tijdens de rechtszaak tegen Kushayb op een aantal van die aanvallen. Volgens het Internationaal Strafhof voerden het Soedanese leger en de Janjaweed, onder leiding van Ali Kushayb, vanaf augustus 2003 tot en met maart 2004 een aantal aanvallen uit tegen de nederzettingen Kodoom, Bindisi, Mukjar, Arawala, en de gebieden hieromheen. Ali Kushayb deed persoonlijk mee aan deze aanvallen. De rebellengroeperingen SLM/A en JEM waren op dat moment niet in deze nederzettingen aanwezig, en de lokale burgerbevolking, die voornamelijk tot de etnische groepen Fur, Zaghawa en Masalit behoort, nam niet actief deel aan de gevechtshandelingen. Desondanks werden de burgers doelgericht aangevallen, omdat het leger en de Janjaweed redeneerden dat deze burgers aanhangers van plaatselijke rebellengroeperingen waren. Tijdens de aanvallen pleegden het leger en de Janjaweed een aantal misdaden tegen deze burgers. Inwoners werden vermoord. Vrouwen werden verkracht en vernederd. Persoonlijk bezit werd vernietigd, en de nederzettingen werden geplunderd. Woningen en marktplaatsen werden leeggeroofd. De nederzettingen werden vervolgens platgebrand. Tienduizenden leden van de lokale bevolking werden van huis en haard verdreven.
Het Hof legt, naar aanleiding van deze aanvallen, het Soedanese leger en de Janjaweed een lange waslijst aan misdaden ten laste: etnische vervolging, moorden, gedwongen volksverhuizingen, het gevangenzetten of ontnemen van de vrijheid van de lokale bevolking, martelingen, verkrachtingen, en andere delicten van onmenselijke aard. Volgens het Hof vonden er oorlogsmisdaden en misdaden tegen de menselijkheid plaats. De aanvallen hadden volgens het Internationaal Strafhof een systematische of wijdverspreide aard, en waren specifiek gericht op leden van de etnische groepen Fur, Zaghawa en Masalit.  Het Hof stelt dat de aanvallen aangestuurd werden door de Soedanese overheid.
Racisme speelde een belangrijke rol bij de aanvallen. De Janjaweed schreeuwden tijdens de aanval op Bindisi "Nuba, Nuba". Dit is een scheldwoord dat door Soedanese Arabieren wordt gebruikt om slaven en zwarte Afrikanen mee aan te duiden. Ook riepen de strijders dat ze "gestuurd waren" om alle zwarten dood te maken.

### Verkrachtingen
Kushayb en zijn mannen zetten verkrachting doelbewust in als oorlogswapen: het was voor hen een effectief middel om vrouwen te vernederen en angst te zaaien onder de lokale bevolking. De aanvallers schreeuwden tijdens het verkrachten van de vrouwen in Bindisi dat ze de "echtgenotes van Tora Bora" ingenomen hadden. Tijdens diezelfde aanval op Bindisi werd een vrouw zo ruw verkracht door Janjaweed-strijders, dat haar genitaliën begonnen te bloeden. Toen de strijders dit zagen, schoten ze met hun wapens in de lucht en riepen ze vol vreugde uit dat ze "een maagd" hadden gevonden. In Soedan heerst namelijk een hardnekkig bijgeloof dat het maagdenvlies van vrouwen scheurt als ze voor de eerste keer seks hebben (vrijwillig of onvrijwillig), met bloedverlies tot gevolg.
Kushayb was niet alleen omstander van deze seksuele misdaden, maar deed zelf ook mee aan de verkrachtingen. De vrouwen die door Kushayb en zijn mannen verkracht werden, lopen grote risico's. Een vrouw die verkracht is, wordt in Darfur als "onrein" beschouwd. Verkrachte vrouwen worden in Darfur dan ook vaak door hun familie verstoten. Veel vrouwen houden het daarom geheim dat ze verkracht werden door de Janjaweed.

### Overzicht van aanvallen

#### Kodoom
Het gebied rond Kodoom werd twee keer aangevallen: op of rond 15 augustus, en op of rond 31 augustus. Getuigen verklaarden dat ze zagen hoe Kushayb bevelen gaf aan Janjaweeb-strijders tijdens een aanval in het gebied rond Kodoom in augustus 2003. Deze strijders schoten met scherp op vluchtende burgers.

#### Bindisi
De nederzetting Bindisi werd op of rond 15 augustus aangevallen door de het Soedanese leger en de Janjaweed, onder leiding van Kushayb, die een militair uniform droeg. Woningen en winkels werden geplunderd en daarna in brand gestoken door Kushayb en zijn mannen. Meer dan 100 burgers, waaronder 30 kinderen, werden vermoord tijdens de vijf dagen durende aanval. De nederzetting werd bijna volledig verwoest.

#### Arawala
De nederzetting Arawala werd in december 2003 aangevallen door Kushayb en zijn mannen. Kushayb inspecteerde een groep naakte, gevangengenomen vrouwen. Gelijk hierna werden de vrouwen aan bomen vastgebonden en meerdere malen verkracht door Kushaybs mannen, aldus de getuigenis van een van de verkrachte vrouwen.

#### Mukjar
De Soedanese minister Ahmad Harun reisde begin augustus 2003 per helikopter af naar het stadje Mukjar. Daar had hij een ontmoeting met Kushayb, die op dat moment met zijn militie het stadje aan het binnentrekken was. Harun hield een openbare toespraak, waar alle inwoners van Mukjar verplicht bij aanwezig moesten zijn, en waarin hij zei dat "omdat de kinderen van de Fur rebellen zijn geworden, zijn alle Fur en alles wat ze hebben nu vogelvrij geworden." Toen Harun uitgesproken was, begonnen de zwarte inwoners van Mukjar te vluchten, wat het startsignaal was voor Kushayb en zijn Janjaweed om Mukjar volledig te plunderen. Kushayb en zijn mannen werden bijgestaan door de Soedanese luchtmacht, die met twee tot drie witgeschilderde Antonov-vliegtuigen het stadje bombardeerden, en met twee tot drie aanvalshelikopters vluchtende groepen inwoners vanuit de lucht beschoten. Deze vliegtuigen en helikopters waren in de voorgaande dagen al kleine nederzettingen rondom Mukjar aan het beschieten en bombarderen. Inwoners van Mukjar werden gearresteerd door de Janjaweed, geslagen met stokken en knuppels, en vervolgens overgedragen aan de Soedanese politie, die de inwoners te voet naar een gevangenis bracht. Daar werden de inwoners gemarteld: ze werden overgoten met kokend water en geslagen met stokken. Sommigen werden naar buiten gebracht en vermoord.
Kushayb en zijn mannen vielen op of rond maart 2004 Mukjar opnieuw aan. 32 mannelijke inwoners van het stadje werden door de Janjaweed gevangengenomen en in Land Cruisers geduwd, terwijl Kushayb herhaaldelijk klappen uitdeelde aan een aantal van de gevangengenomen mannen. Daarna reden Kushayb en zijn mannen met de gevangengenomen mannen weg. De gevangenen werden 15 minuten later even buiten Mukjar standrechtelijk geëxecuteerd. De lichamen van de 32 mannen werden achtergelaten in de bosjes. De dag na de aanval werden de lichamen aangetroffen door inwoners van Mukjar.

### Rol van Kushayb bij de aanvallen
Het Hof acht het waarschijnlijk dat Ali Kushayb vanaf ten minste augustus 2003 tot ongeveer maart 2004 een vooraanstaande rol speelde bij de aanvallen. Hij was in die periode een belangrijk tribaal leider in de regio, lid van de PDF, en commandant van duizenden Janjaweed-strijders. Veel van deze strijders zijn door hem zelf gerekruteerd. Hij wordt in Soedan omschreven als de "aqid al-ogada", de kolonel der kolonels, van het Wadi Salih-gebied in het westen van Darfur. Ook werd hij de "emir van de mujahideen" genoemd, een titel voor leiders van islamitische religieuze strijders. Kushayb fungeerde als intermediair tussen de Soedanese regering en de Janjaweed. Hij voerde Soedanees overheidsbeleid uit door de Janjaweed in te zetten tegen de zwarte burgerbevolking van Darfur. Vanwege zijn belangrijke positie, en zijn persoonlijke deelname aan een aantal van de aanvallen, kan Kushayb volgens het Hof verantwoordelijk gehouden worden voor de oorlogsmisdaden en misdaden tegen de menselijkheid die tijdens de aanvallen gepleegd werden.

### Rol van Ahmad Harun bij de aanvallen
Ahmad Harun (soms gespeld als Haroun) is een Soedanese bestuurder. Hij was de Soedanese minister van binnenlandse zaken ten tijde van de misdaden van Kushayb. Harun stond aan het hoofd van het zogeheten "Darfur Veiligheidsbureau", een tak van de Soedanese overheid die zich bezighield met het rekruteren en financieren van Janjaweed-milities, en die de samenwerking tussen het leger en de milities faciliteerde. Kort na zijn aanstelling als hoofd van dit Bureau nam het aantal Janjaweed toe tot enkele tienduizenden strijders. Harun bracht persoonlijk kalasjnikovs en andere wapens mee uit Khartoum, en financierde de Janjaweed met contant geld. Hij had van de Soedanese overheid een zeer ruim mandaat om te doen en laten wat hij wilde in Darfur. Tijdens een toespraak in Al Geneina gaf hij dit zelf toe: "Ik heb alle macht en autoriteit om willekeurig wie in Darfur te doden of te vergeven in het belang van vrede en staatsveiligheid". Getuigen verklaarden tegenover medewerkers van de hoofdaanklager van het ICC, Moreno-Ocampo, dat Janjaweed-strijders aan hun vertelden dat ze in opdracht van Harun handelden.
Kushayb en Harun hadden geregeld ontmoetingen met elkaar. Harun gaf Kushayb wapens en geld tijdens een van deze ontmoetingen in augustus 2003 in het plaatsje Mukjar. Harun gaf tijdens deze ontmoeting een toespraak, waarbij hij benadrukte dat de Janjaweed mochten doen wat ze wilden met de plaatselijke Fur. Hiermee maakte Harun de weg vrij voor een door Soedanese overheid georganiseerde genocide, uitgevoerd door de Janjaweed.
Harun gebruikte tijdens deze periode wel vaker genocidale taal. Zo zei hij dat "we het gebied van de Fur, Zaghawa en Masalit binnen een maand kunnen schoonvegen". Hij benadrukte de 'noodzaak' van de genocide: "We kunnen driekwart van de inwoners van Darfur doden, om de andere kwart te laten leven." Hiermee verwees hij naar het door de Arabische nomaden uitgedragen idee dat de Arabische en zwarte bevolking van Darfur door de aanhoudende droogte niet gelijktijdig in hetzelfde gebied in hun levensonderhoud zouden kunnen voorzien.

## Rechtszaak tegen Kushayb en Harun

### Resolutie 1593
De VN-Veiligheidsraad nam op 31 maart 2005 Resolutie 1593 aan, per hoofdstuk VII van het Handvest van de VN. Deze resolutie verwees de kwestie-Darfur naar het Internationaal Strafhof, overeenkomstig Artikel 13(b) van Statuut van Rome. Het was de eerste keer dat de Veiligheidsraad gebruikmaakte van de mogelijkheid om een zaak naar dit Hof te verwijzen. Door de resolutie werd het voor het Internationaal Strafhof juridisch mogelijk om oorlogsmisdadigers uit Darfur, zoals Ali Kushayb, te gaan berechten. Het Internationaal Strafhof mag namelijk geen zaken berechten als de desbetreffende misdaden zijn gepleegd in een land dat niet het Statuut van Rome heeft ondertekend (zoals Soedan), tenzij de VN-Veiligheidsraad door middel van een resolutie beslist dat het Hof wél jurisdictie heeft over een van die niet-ondertekenende landen. Van de overheid van Soedan en alle andere partijen in het conflict werd verlangd dat ze aan de rechtszaken mee zouden werken. De overheid van Soedan werd gesommeerd om Darfur-oorlogsmisdadigers uit te leveren aan het Hof.

### Onderzoek
Er werd vanaf 2005 tot en met 2007 twintig maanden lang onderzoek gedaan door de aanklager van het ICC. Er werden bijna 100 getuigenissen in 17 landen verzameld. Getuigen werden in het buitenland geïnterviewd, omdat hun veiligheid in Darfur niet gegarandeerd kon worden. De aanklager werd bij het onderzoek bijgestaan door de Internationale Onderzoekscommissie inzake Darfur van de Verenigde Naties, opgericht door Resolutie 1564 van de VN-Veiligheidsraad.

### Beschuldiging en bevel tot aanhouding
Op 27 Februari 2007 beschuldigde Luis Moreno-Ocampo, de hoofdaanklager van het Internationaal Strafhof, Ali Kushayb en de Soedanese minister Ahmad Harun van verscheidene misdaden. Het Hof legt hen 51 misdaden tegen de menselijkheid en oorlogsmisdaden ten laste. Kushayb wordt beschuldigd van ten minste 504 moorden, 20 verkrachtingen, en het van huis en haard verdrijven van ongeveer 41.000 mensen. Het Hof achtte de kans klein dat de twee vrijwillig op zouden komen dagen voor hun rechtszaak. Op 27 april 2007 werd er dus een bevel tot aanhouding uitgevaardigd door het Hof voor Harun en Kushayb, overeenkomstig Artikel 58(1)(b) van het Statuut van Rome.
De Soedanese overheid weigerde Harun en Kushayb te arresteren en uit te leveren aan het Internationaal Strafhof. De Soedanese minister van justitie ontkende dat de twee mannen oorlogsmisdaden hadden gepleegd. De Soedanese overheid had op een eerdere datum, 28 november 2006, Kushayb al eens gearresteerd naar aanleiding van een Soedanees bevel tot aanhouding uit april 2005, en aan de aanklager van het ICC gezegd dat er een strafrechtelijk onderzoek naar Kushayb liep. Dit was van belang voor het doorzetten van de ICC-rechtszaak, omdat het ICC geen verdachten voor misdaden mag berechten als hun thuisland in staat blijkt te zijn om zelf de verdachten voor diezelfde misdaden te berechten. Soedan meldde dat hun onderzoek ging over aanvallen op Shattaya in Zuid-Darfur en Nankuseh, Tanako, Arawala en Deleig in West-Darfur. De aanklager stelde vervolgens vast dat dit een leugen was, dat er helemaal geen onderzoek naar Kushaybs misdaden in Darfur liep in Soedan, en dat Kushayb al was vrijgelaten door de Soedanese overheid voordat er überhaupt een Soedanese rechtszaak had kunnen plaatsvinden. De ICC-rechtszaak kon dus doorgaan.
Kushayb werd in oktober 2008 toch opnieuw door de Soedanese overheid gearresteerd. Hij hield vol dat hij onschuldig was. De Soedanese minister van justitie, Abdul Basset Sabdarat, bevestigde dat Kushayb in hechtenis was genomen. Hij zei verder dat Soedan echter niet van plan was om hem uit te leveren aan het Internationaal Strafhof, en dat de Soedanese overheid het voornemen had om Kushayb zelf te berechten. Hij deelde mee dat er een strafrechtelijk onderzoek lopende was, en dat Kushayb voor zijn daden gestraft zou worden. Mogelijk hield de arrestatie verband met de vervolging van Omar al-Bashir, de dictator van Soedan. De hoofdaanklager van het ICC, Luis Moreno-Ocampo, had namelijk drie maanden eerder, op juli 2008, bewijsmateriaal aan het Hof gepresenteerd, waarmee hij probeerde aan te tonen dat Al-Bashir strafrechtelijk verantwoordelijk is voor genocide, misdaden tegen de menselijkheid, en oorlogsmisdaden. Diezelfde dag vroeg de hoofdaanklager een bevel tot aanhouding aan voor Al-Bashir. Waarschijnlijk hoopte Omar Al-Bashir dat hij tijdelijk aan dit bevel tot aanhouding kon ontkomen als hij Kushayb zou laten oppakken. Artikel 16 van het Statuut van Rome maakt het namelijk mogelijk voor de VN-Veiligheidsraad om een resolutie aan te nemen, waardoor een strafrechtelijk onderzoek of vervolging van het ICC steeds met 12 maanden uitgesteld kan worden. Westerse media speculeerden dat Al-Bashir zijn ondergeschikte Kushayb had laten arresteren in de hoop dat de VN-Veiligheidsraad vervolgens dit Artikel 16 in werking zou laten treden. Dit bleek uiteindelijk ijdele hoop te zijn: op 4 maart 2009 en 12 juli 2010 werden er alsnog twee bevelen tot aanhouding uitgevaardigd voor Al-Bashir.
Medio 2020 werd Kushayb opgepakt in de Centraal-Afrikaanse Republiek en overgebracht naar Den Haag.
In juli 2021 bevestigden de rechters van het Internationaal Strafhof (ICC) de aanklacht tegen Ali Kushayb. Ali Kushayb wordt nu beschuldigd van misdaden tegen de menselijkheid en oorlogsmisdaden wegens moord, vervolging, marteling, schending van de persoonlijke waardigheid, wrede behandeling, aanvallen op burgers, verkrachting, gedwongen verplaatsing van bevolking en plundering. Misdrijven gepleegd tussen augustus 2003 en maart 2004, tijdens het conflict tussen het regime van Omar al-Bashir en rebellengroepen in Darfur.

### Overzichtstabel van beschuldigingen
| Beschuldiging | MTM | OM | Misdaad                                                                 | Statuut              | Haroun | Kushayb |
| ------------- | --- | -- | ----------------------------------------------------------------------- | -------------------- | ------ | ------- |
| 1             | N   | N  | Vervolging                                                              | Artikel 7(1)(h)      | N      | N       |
| 2             | N   | N  | Moord                                                                   | Artikel 7(1)(a)      | N      | N       |
| 3             | N   | N  | Moord                                                                   | Artikel 8(2)(c)(i)   | N      | N       |
| 4             | N   | N  | Moord                                                                   | Artikel 7(1)(a)      | N      | N       |
| 5             | N   | N  | Moord                                                                   | Artikel 8(2)(c)(i)   | N      | N       |
| 6             | N   | N  | Aanval tegen een burgerbevolking                                        | Artikel 8(2)(e)(i)   | N      | N       |
| 7             | N   | N  | Aanval tegen een burgerbevolking                                        | Artikel 8(2)(e)(i)   | N      | N       |
| 8             | N   | N  | Vernietiging van eigendommen                                            | Artikel 8(2)(e)(xii) | N      | N       |
| 9             | N   | N  | Gedwongen volksverhuizing                                               | Artikel 7(1)(d)      | N      | N       |
| 10            | N   | N  | Vervolging                                                              | Artikel 7(1)(h)      | N      | N       |
| 11            | N   | N  | Moord                                                                   | Artikel 7(1)(a)      | N      | N       |
| 12            | N   | N  | Moord                                                                   | Artikel 8(2)(c)(i)   | N      | N       |
| 13            | N   | N  | Verkrachting                                                            | Artikel 7(1)(g)      | N      | N       |
| 14            | N   | N  | Verkrachting                                                            | Artikel 8(2)(e)(vi)  | N      | N       |
| 15            | N   | N  | Aanval tegen een burgerbevolking                                        | Artikel 8(2)(e)(i)   | N      | N       |
| 16            | N   | N  | Aanval tegen een burgerbevolking                                        | Artikel 8(2)(e)(i)   | N      | N       |
| 17            | N   | N  | Onmenselijke daden                                                      | Artikel 7(1)(k)      | N      | N       |
| 18            | N   | N  | Plunderen                                                               | Artikel 8(2)(e)(v)   | N      | N       |
| 19            | N   | N  | Vernietiging van eigendommen                                            | Artikel 8(2)(e)(xii) | N      | N       |
| 20            | N   | N  | Gedwongen volksverhuizing                                               | Artikel 7(1)(d)      | N      | N       |
| 21            | N   | N  | Vervolging                                                              | Artikel 7(1)(h)      | N      | N       |
| 22            | N   | N  | Moord                                                                   | Artikel 7(1)(a)      | N      | N       |
| 23            | N   | N  | Moord                                                                   | Artikel 8(2)(c)(i)   | N      | N       |
| 24            | N   | N  | Moord                                                                   | Artikel 7(1)(a)      | N      | N       |
| 25            | N   | N  | Moord                                                                   | Artikel 7(1)(a)      | N      | N       |
| 26            | N   | N  | Moord                                                                   | Artikel 8(2)(c)(i)   | N      | N       |
| 27            | N   | N  | Moord                                                                   | Artikel 8(2)(c)(i)   | N      | N       |
| 28            | N   | N  | Moord                                                                   | Artikel 7(1)(a)      | N      | N       |
| 29            | N   | N  | Moord                                                                   | Artikel 7(1)(a)      | N      | N       |
| 30            | N   | N  | Moord                                                                   | Artikel 8(2)(c)(i)   | N      | N       |
| 31            | N   | N  | Moord                                                                   | Artikel 8(2)(c)(i)   | N      | N       |
| 32            | N   | N  | Aanval tegen een burgerbevolking                                        | Artikel 8(2)(e)(i)   | N      | N       |
| 33            | N   | N  | Aanval tegen een burgerbevolking                                        | Artikel 8(2)(e)(i)   | N      | N       |
| 34            | N   | N  | Gevangenneming of andere ernstige beroving van de lichamelijke vrijheid | Artikel 7(1)(e)      | N      | N       |
| 35            | N   | N  | Marteling                                                               | Artikel 7(1)(f)      | N      | N       |
| 36            | N   | N  | Plunderen                                                               | Artikel 8(2)(e)(v)   | N      | N       |
| 37            | N   | N  | Vernietiging van eigendommen                                            | Artikel 8(2)(e)(xii) | N      | N       |
| 38            | N   | N  | Vervolging                                                              | Artikel 7(1)(h)      | N      | N       |
| 39            | N   | N  | Moord                                                                   | Artikel 7(1)(a)      | N      | N       |
| 40            | N   | N  | Moord                                                                   | Artikel 8(2)(c)(i)   | N      | N       |
| 41            | N   | N  | Verkrachting                                                            | Artikel 7(1)(g)      | N      | N       |
| 42            | N   | N  | Verkrachting                                                            | Artikel 8(2)(e)(vi)  | N      | N       |
| 43            | N   | N  | Aanval tegen een burgerbevolking                                        | Artikel 8(2)(e)(i)   | N      | N       |
| 44            | N   | N  | Aanval tegen een burgerbevolking                                        | Artikel 8(2)(e)(i)   | N      | N       |
| 45            | N   | N  | Schending van persoonlijke waardigheid                                  | Artikel 8(2)(c)(ii)  | N      | N       |
| 46            | N   | N  | Schending van persoonlijke waardigheid                                  | Artikel 8(2)(c)(ii)  | N      | N       |
| 47            | N   | N  | Schending van persoonlijke waardigheid                                  | Artikel 8(2)(c)(ii)  | N      | N       |
| 48            | N   | N  | Onmenselijke daden                                                      | Artikel 7(1)(k)      | N      | N       |
| 49            | N   | N  | Plunderen                                                               | Artikel 8(2)(e)(v)   | N      | N       |
| 50            | N   | N  | Vernietiging van eigendommen                                            | Artikel 8(2)(e)(xii) | N      | N       |
| 51            | N   | N  | Gedwongen volksverhuizing                                               | Artikel 7(1)(d)      | N      | N       |